# ألكسندر هيرمان (طباخ ألماني)
الكسندر هيرمان (بالألمانية: Alexander Herrmann) (و. 1971  م) هو مقدم تلفزيوني، وكاتب، وطباخ ألماني، ولد في كولمباخ.

## وصلات خارجية
- ألكسندر هيرمان على موقع IMDb (الإنجليزية)
- ألكسندر هيرمان على موقع قاعدة بيانات الفيلم (الإنجليزية)

- ألكسندر هيرمان في قاعدة بيانات الأفلام على الإنترنت